# 蠟筆小新：爆睡！夢世界大作戰
《蠟筆小新：爆睡！夢世界大作戰》（日语：クレヨンしんちゃん 爆睡!ユメミーワールド大突撃）於日本2016年4月16日上映的《蠟筆小新》第24部电影版。

## 概要
- 本作是以春日部防衛隊為故事主角，也是自2013年上映第21部作品《蠟筆小新：超級美味！B級美食大逃亡！！》以來，相隔3年第4度以春日部防衛隊為主角的電影動畫。
- 本作是蜡笔小新剧场版系列首次在中国大陆上映。
- 本作是蜡笔小新剧场版系列相隔5年以來再次在香港上映，也是第4部在香港上映的蜡笔小新剧场版，對上次為《蠟筆小新：黃金間諜大作戰》。
- 本作為香港的黃志明、周恩恩、張彩虹、陳子瑩接任後首次在電影版中分別聲演野原廣志、風間徹、佐藤正男、櫻田妮妮。[2]

### 故事原案
- 本作是首次以「夢」為主題的電影系列[3]。內容以春日部防衛隊與野原家的活躍為整部的故事構成，以春日部防衛隊的活躍作開場到中盤換成野原家活躍，最後以春日部防衛隊和美冴為主迎向尾聲。

### 製作人員
- 導演由前作《蠟筆小新：我的搬家物語 仙人掌大襲擊》的導演橋本昌和換成曾擔任《蠟筆小新：大對決！機器人爸爸的反擊》的導演高橋涉擔任。腳本由高橋涉與搞笑藝人劇團一人共同編劇[3]，同時也是在電影動畫史上首度邀請搞笑藝人擔任腳本的電影動畫作品[3]。
- 森田順平接任後首度在劇場版中為園長先生配音，而河村豹從1996年上映的第4部《蠟筆小新：搞怪遊樂園大冒險》後相隔20年以來再次在劇場版出場。
- 貫庭玉沙希的聲優川田妙子從1994年上映的第2部《蠟筆小新：不理不理王國的秘寶》為助之新王子聲演後相隔22年以來再次為劇場版聲演。

## 故事
某天晚上，春日部的居民在睡覺時不知為何進入一個能實現所有夢想的繽紛夢世界——「夢之世界」，凡是進入「夢之世界」的人們在那個夢的國度裏可以隨心所欲做渴望已久的美夢。之後，小新一行人也都紛紛進入這場夢之世界中得到他們想要的美夢。像是風間當上政治家、妮妮變成偶像明星、正男則是漫畫家，而阿呆卻是一顆石頭？！但是這些美夢卻在神秘人物的控制下就此改變。自從一位名叫「沙希」、擁有紫色頭髮的轉學生的女孩搬到春日部進入小新和他的夥伴們所就讀的幼稚園不久，「夢之世界」的人們的美夢就轉換成惡夢，逐漸從「夢之世界」帶到會做噩夢的世界——「噩夢世界」，就此市民們的夢境逐漸被噩夢所代替。被帶入「噩夢世界」的人們在這個夢境中會歷經變老、遭到背叛、欺凌和許多各種他們所害怕的事會演變成真的遭遇，然後會一個接一個從夢境中驚醒。隨著遭受噩夢侵擾的人們越來越多，他們在現實生活中也受到嚴重的影響。
自從「噩夢世界」的出現讓大家突然失去獲得美夢的自由，而這所有的一切都和沙希有關。小新、風間、妮妮、正男和阿呆為了找出這一切的答案決定跟沙希組成「春日部防衛隊」向着惡夢世界的秘密前進，他們只有攜手擊敗這一切背後的陰謀者才能拿回所有人的美夢。這所有的一切和答案都在「夢之世界」與「噩夢世界」之中。「噩夢世界」所隱藏的秘密到底是什麼？沙希到底有什麼不可告人的祕密和過去？小新一行人能解開夢境世界的秘密嗎？他們能夠幫助沙希恢復她彩色的人生也能夠奪回所有人的美夢呢？

## 登場角色
| 配音員                                                            | 角色                  | 介紹 |
| 貫庭玉一家                                                        | 貫庭玉一家            | 貫庭玉一家 |
| ----------------------------------------------------------------- | --------------------- | --- |
| 川田妙子（日） 吳貴竹（台，預告） 林美秀（台，正片） 莊巧兒（港） | 貫庭玉沙希            | 本部電影女主角，雙葉幼兒園向日葵班的轉學生。從小原本和父母一起生活，但在母親從一次研究意外中為了拯救自己而喪生時，為此產生罪惡感甚至會做惡夢。結果導致父親利用夢境儀器將其他小孩的夢能源收集起來製造出夢幻世界好讓自己不被惡夢所吞噬的契機。之後因為不想牽連其他無辜的人而對人很冷淡也不願意去交朋友。後來認識小新一行人時逐漸了解朋友的重要性，並且跟他們對抗惡夢。最終跟父親搬到國外生活。 |
| 安田顯（日） 宋昱璁（台，預告） 宋克軍（台，正片） 蔡忠衛（港)    | 貫庭玉夢彥            | 沙希的父親，是專門研究夢境的研究家。在妻子為了拯救沙希而喪生時，導致沙希為此產生罪惡感甚至會做惡夢。因此為了保護沙希而不擇手段，不只在家中建立連接到夢世界的電塔，還把春日部居民的夢能源吸收剝奪他們的美夢。甚至阻撓小新一家接近沙希，後來在小新一行人成功消滅沙希的惡夢後，跟沙希搬到國外生活並且在當地擔任大學教授。                                                                       |
| 吉瀨美智子（日） 楊凱凱（台） 周恩恩（港）                        | 貫庭玉小百合          | 沙希的母親，和丈夫一起研究夢的研究家，在一次爆炸意外中為救沙希而逝世。導致沙希為此產生罪惡感甚至會做惡夢，促使丈夫決心用利用夢境儀器，春日部居民的夢能源吸收剝奪他們的美夢的契機。當沙希的惡夢出現在沙希和小新一行人的面前時，在美冴勸說沙希的惡夢時出現沙希的面前並且安慰她，最後安慰沙希並且把自己的心願交託給她而消失。                                                                   |
| 夢世界角色                                                        |                       | |
| 雪野五月（日） 蔣篤慧（台）                                       | 山田                  | 正男夢世界裏的漫畫出版社社員。在惡夢世界中化身催稿人，用鐵鏈和鞭強逼正男畫漫畫，最後被正男利用化為劍的畫筆給打敗。 |
| 黑田崇矢（日） 賴震澤（台）                                       | 紛剃社長              | 廣志夢世界裏的客人，因川口犯錯而需要他脱衣作賠罪，後被廣志化身的超級CEO人給感化。 |
| 城咲仁（日） 劉峻誠（台）                                         | 城咲仁                | 美冴夢世界裏的前紅牌明星。在惡夢世界中因美冴欠下三百萬日圓而向她追債。 |
| 總而言之很開朗的安村（日） 魏德（台）                             | 總而言之很開朗的 安村 | 夢世界出現的搞笑藝人，在惡夢世界中化成軍團試圖阻撓小新拯救沙希，最後敗給美冴。 |
| 大和田獏（日） 孫中台（台） 李家傑（港）                          | 大和田獏              | 因為姓名而被春日部防衛隊認為是能吃掉惡夢的傳說生物貘，在吃掉沙希的惡夢期間被打飛。 |
| 吉瀨美智子（日） 楊凱凱（台） 周恩恩（港）                        | 沙希的惡夢            | 由於沙希一直認為是她害她母親喪命而愧疚、所產生出來的惡夢，所以一直寄生在沙希的心中。在被阿呆化身的小行星撞擊後化為小時候的沙希阻撓小新，最後在因美冴的勸說、沙希與她媽媽的重逢而消失。 |

## 製作人員
- 原作：臼井儀人（らくだ社）
- 導演：高橋涉
- 脚本：劇團一人、高橋涉
- 制作：SHIN-EI動畫、朝日電視台、ADK、雙葉社
- 配給：東寶

## 主题曲
| 類別   | 曲名                                       | 作詞     | 作曲                       | 編曲     | 歌手                 |
| ------ | ------------------------------------------ | -------- | -------------------------- | -------- | -------------------- |
| 片頭曲 | 「100%傳達給你」（unBORDE）                | 中田康貴 | 中田康貴                   | 中田康貴 | Kyary Pamyu Pamyu    |
| 片尾曲 | 「朋友啊 ～ 在這之後也永遠…」（avex trax） | 決明子   | 決明子、田尻知之、本澤尚之 | 決明子   |                      |
| 插入歌 | 「」                                       |          | 藤井                       |          | 總而言之很開朗的安村 |

## DVD
- 此电影DVD版于2016年11月4日由萬代影視在日本發行。

## 外部連結
- 日本公式官網 （页面存档备份，存于）
- 台灣公式官網 （页面存档备份，存于）
- 互联网电影数据库（IMDb）上《蠟筆小新：爆睡！夢世界大作戰》的资料（英文）
- Yahoo奇摩電影上《蠟筆小新：爆睡！夢世界大作戰》的資料（繁體中文）
- 開眼電影網上《蠟筆小新：爆睡！夢世界大作戰》的資料（繁體中文）
- 时光网上《蠟筆小新：爆睡！夢世界大作戰》的資料（简体中文）
- 豆瓣电影上《蠟筆小新：爆睡！夢世界大作戰》的資料 （简体中文）